# Przewodnik Gimnastyczny „Sokół”
Przewodnik Gimnastyczny „Sokół” – miesięcznik wydawany w latach 1881–1923 we Lwowie (z przerwą w latach 1915–1917), a następnie od 1924 do 1939 roku w Warszawie. Przez krótki okres – od 1927 do 1929 roku – gazeta była dwutygodnikiem.

## Historia
W okresie zaboru austriackiego podtytuł pisma brzmiał: Organ Związku Polskich Gimnastycznych Tow. Sokolich w Austryi. Przewodnik Gimnastyczny „Sokół” był pierwszym pismem poświęconym w całości sportowi i kulturze fizycznej wydawanym na ziemiach polskich.

## Nakład
Pierwszy rocznik czasopisma ukazał się w nakładzie 500 egzemplarzy, w kolejnym 1884 nakład wzrósł do 650, aby w kolejnych latach 1885–1890 osiągnąć około tysiąca egzemplarzy. W 1892 pismo zostaje organem Towarzystwa Gimnastycznego Sokół i jego nakład wzrasta do 3 tysięcy 200 egzemplarzy. W kolejnych latach wzrasta i waha się od 8 do 9 tysięcy. Na początku XX wieku, w 1903 roku osiąga 11 tysięcy, w 1904 roku 14 tysięcy, a w 1905 15 i pół tysiąca.

## Redaktorzy
- Ignacy Kozielewski.
- Antoni Bogusławski[2]